# Hylarana
Hylarana Tschudi, 1838 è un genere di anfibi anuri della famiglia delle Ranidae.
Comprende le seguenti specie:
- Hylarana erythraea (Schlegel, 1837)
- Hylarana macrodactyla Günther, 1858
- Hylarana taipehensis (Van Denburgh, 1909)
- Hylarana tytleri Theobald, 1868